# Nove Poricicea, Horodok
Nove Poricicea (în ucraineană Нове Поріччя) este localitatea de reședință a comunei Nove Poricicea din raionul Horodok, regiunea Hmelnîțkîi, Ucraina.

## Demografie
Componența lingvistică a localității Nove Poricicea
     Ucraineană (99,39%)
     Alte limbi (0,61%)
Conform recensământului din 2001, majoritatea populației localității Nove Poricicea era vorbitoare de ucraineană (99,39%), existând în minoritate și vorbitori de alte limbi.